# Archevêché de Brême
Ne doit pas être confondu avec Principauté archiépiscopale de Brême.

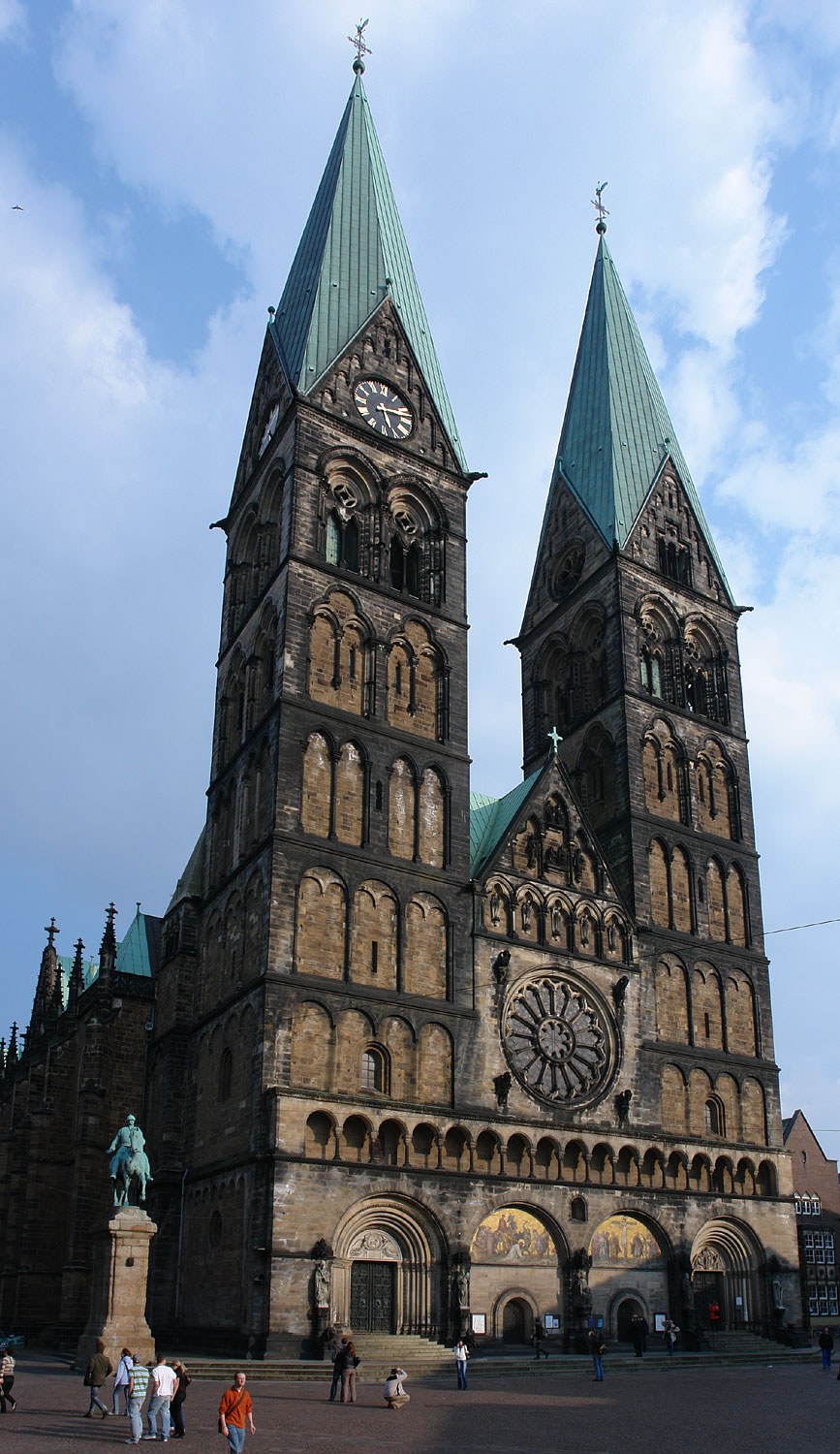
Cathédrale Saint-Pierre de Brême, ancien siège de l'archevêché et actuel lieu de culte de l'église protestante de Brême

L’archidiocèse de Brême (en allemand : Erzbistum Bremen) était un archidiocèse de l'Église catholique romaine créé comme diocèse en 788 qui exista jusqu'à la paix de Westphalie. Suffragant de l'archidiocèse de Cologne à sa naissance, il est uni in persona episcopi à l'archidiocèse de Hambourg en 870. Situé à Brême dans le Nord-Ouest du royaume de Germanie, son siège métropolitain était établi à la cathédrale Saint-Pierre.
En 1180, après la chute du duc Henri le Lion, les archevêques obtinrent le titre de prince et l'immédiateté impériale comme seigneurs de la principauté archiépiscopale de Brême. À partir de 1566, le chapitre de la cathédrale élut des luthériens comme archevêques, qui ne reçurent  alors plus d'approbation pontificale. Après la guerre de Trente Ans, les possessions temporels de l'archevêché, l'Erzstift, devinrent le duché de Brême, qui comprenait une partie du triangle Elbe-Weser.